# Толпухово
Толпухово — деревня в Собинском районе Владимирской области России, административный центр Толпуховского сельского поселения.

## География
Деревня расположена в 2 км на северо-запад от рабочего посёлка Ставрово и в 18 км на север от райцентра города Собинка.

## История
Деревня впервые упоминается в писцовых книгах 1650 года, состоящей в приходе села Ставрова.
В конце XIX — начале XX века деревня входила в состав Ставровской волости Владимирского уезда.
С 1929 года деревня входила в состав Сулуковского сельсовета Ставровского района, с 1932 года — в составе Собинского района, с 1945 года — в составе Ставровского района, с 1954 года — в составе Добрынинского сельсовета, с 1965 года — в Собинском районе, с 1976 года — центр Толпуховского сельсовета, с 2005 года — центр Толпуховского сельского поселения.

## Население
| 1859 | 1905 | 1926 | 2002 | 2010 | 2021 |
| ---- | ---- | ---- | ---- | ---- | ---- |
| 65   | ↗87  | ↘27  | ↗811 | ↘782 | ↘744 |

## Инфраструктура
В деревне находятся МБОУ «Толпуховская средняя общеобразовательная школа» (открыта в 1993 году), МБДОУ «Детский сад № 18 „Колокольчик“», дом культуры, отделение почтовой связи 601225, сельхозпредприятие СПК «Ставровский».